# Chhatak
Chhatak este un oraș din districtul Sunamganj, Bangladesh.